# Rodney Bennett
Rodney Bennett est un réalisateur britannique ayant travaillé pour la télévision et la radio anglaise dans les années 60. 
Il a commencé par être producteur à la radio et a travaillé pour la télévision quand a été créée la chaîne BBC Two. On lui doit une Madame Bovary et un North and South (d'après le roman d'Elizabeth Gaskell) en 1975, trois sérials de Doctor Who (« The Ark in Space »,, et « The Sontaran Experiment » en 1975, et « The Masque of Mandragora » en 1976,) et Sense and Sensibility d'après Jane Austen en 1981. Il est décédé le 3 janvier 2017 .

## Filmographie
- 1975 : Madame Bovary (TV)
- 1975 : North and South (TV)
- 1975 à 1976 : Doctor Who (série TV) épisodes « The Ark in Space », « The Sontaran Experiment »  et « The Masque of Mandragora. »
- 1981 : Sense and Sensibility (TV)

## Sources
- (en) Cet article est partiellement ou en totalité issu de l’article de Wikipédia en anglais intitulé « Rodney Bennett » (voir la liste des auteurs).

1. 1 2 3  (en) Lawrence Miles, About Time 1975-1979, Des Moines, Iowa, USA, Mad Norwegian Press, 2004, 24 p. (ISBN 0-9759446-3-0)
2. ↑  « The Ark in Space », Doctor Who Classic Episode Guide, BBC (consulté le 15 février 2012)
3. ↑  « The Sontaran Experiment », Doctor Who Classic Episode Guide, BBC (consulté le 15 février 2012)
4. ↑  « The Masque of Mandragora », Doctor Who Classic Episode Guide, BBC (consulté le 15 février 2012)